# Mickie James
Mickie James (sinh 31 tháng 8 năm 1979) là nữ đô vật chuyên nghiệp người Mỹ và hiện nay cô đang thi đấu cho WWE và đã từng giữ chức vô địch WWE Women's Champion. Trước khi vào làm việc cho WWE, cô đã từng có mặt tại TNA dưới tên Alexis Laree.

## Các chức vô địch và danh hiệu
- World Wrestling Entertainment

- WWE Women's Championship (5 lần)
- WWE Divas ChampionshipWWE Divas Championship (1 lần)

3x TNA Knockouts Champion
```
Woman of the Year (2009, 2011)
No. 1 female wrestlers in the PWI Female 50 in 2009
NAMAwards
```

2x UWF Women's Champion
1x WWE Divas Champion
1x Covey Pro Champion
1x CSWF Champion
1x DCW Champion
1x IPW: UK Champion
1x MCW Champion
1x PWF Universal Champion
1xSCW Diva Champion
1x UCW Champion